# Abilizem
Abilízem je sistem diskriminacije in predsodkov do ljudi s posebnimi potrebami s strani posameznikov brez invalidnosti. Abilizem žrtvam dodeljuje oznake glede na njihovo invalidnost in jih manjvrednoti v primerjavi z posamezniki brez invalidnosti. Diskriminacija, s katero se srečujejo osebe z duševno motnjo, se natančneje imenuje mentalizem namesto abilizem.

## Izvor izraza
Izraza »abilizem« zaradi nepoznanosti in nekolikšne nepozornosti na pojav  diskriminacije proti osebam z invalidnostjo v Sloveniji ter zaradi vprašanja ustreznosti dobesednega prevoda iz angleščine v slovenščino, v  SSKJ ne zasledimo. Izvira iz angleškega »ableism«, ki je sestavljen iz dveh zlogov: »able« (v povezavi z »disabled«) in »-ism« (predsodki ali diskriminacija na podlagi določenega atributa). 
Medtem ko je izraz v angleščini opredeljen v več slovarjih (Merriam-Webster, Oxford English Dicionary, dictionary.com) in je v teh slovarjih bolj ali manj opredeljen kot diskriminacija proti posameznikom s posebenimi potrebami, obstajajo tudi druge, širše definicije. Aktivistka Lydia X. Z. Brown opredeli abilizem kot 1) zatiranje, predsodki, stereotipi ali diskriminacija proti ljudem z invalidnostjo na podlagi dejanskih ali domnevnih  invalidnosti, 2) verjetje, da so ljudje superiorni ali inferiorni, imajo boljšo kvaliteto življenje, ali so njihova življenja več vredna na podlagi dejanskih ali domnevnih invalidnosti. 
Razprave o fenomenu in uporaba termina se je začela pojavljati šele pred kratkim: izraz se je prvič uporabil v 80's letih oz. bolj natančno leta 1981. Simon Minty  poroča, da je večjo uporabo izraza v Združenem kraljestvu (UK) zasledil leta 2009 v akademskih krogih in pri nekaterih aktivistih. Čeprav se nekatere države in institucije (tj. Kanada) z abilizmom ukvarjajo že več desetletij pa so zakoni različnih držav, ki bi izrecno kriminalizirali diskrimacijo, prišli v veljavo komaj v zadnjih 10-20 letih. V zadnjem času lahko opazimo vedno večjo pozornost za pojav na globalni ravni, tudi na ravni vsakodnevnega življenja in ozaveščenja javnosti. 

### Izražanje
Ob pisanju in izražanju o osebah s posebnimi potrebami oz. invalidnostjo je potrebno poudariti, da ni ustrezno ali strokovno uporabljati izraze kot so »invalid« ali »invalidna oseba«, saj to nakazuje, da je to najpomembnejša lastnost osebe, o kateri govorimo. Pravilni izraz je »oseba z invalidnostjo« ali »oseba s posebnimi potrebami.«

## Zgodovina abilizma
Čeprav se o abilizmu v veliko večji meri govori šele danes (73% povečanje uporabe izraza v objavljenih knjigah od leta 1985 do leta 2007), pa se sam fenomen v različnih oblikah pojavlja vsaj že od  srednjega veka. Osebe s posebnimi potrebami so bile zaradi svoje nerazumljenosti velikokrat obtožene za » čarovnice« in zažgane na grmadi. Nedaven primer abilizma je iz časa  Hitlerjeve diktature, ko so oblasti pod imenom programa »aktion T4« jemale življenje oz.  evtanazirale posameznike, ki so imeli  psihiatrične, nevrološke ali fiziološke pomanjkljivosti oz. eno izmed oblik invalidnosti. Program oz. posamenzike, ki so na podlagi programa preminili, so razlagali tudi kot »življenje, ki ni vredno življenja«. Po ocenah strokovnjakov je program v vseh svojih operativnih fazah teral življenje približno 250 000 posameznikov.

### Primeri abilizma danes
Abilizem je v današnji družbi nekaj popolnoma normalnega, čeprav se tega velikokrat ne zavedamo. Danes je veliko pozornosti posvečeno osebam z   duševnimi motnjami in se tako npr. veliko ljudi zaveda, da je policijska brutalnost proti  psihiatričnim bolnikom oblika diskriminacije. Seveda obstajajo tudi drugi vsakodnevni primeri, kot so, ko nekoga predstaviš, najprej omeniš njegovo težavo oz. se na njega sklicuješ po tej težavi (»slepec«, »invalid«, »gluh«...) ali pa se osebi opravičiš za to težavo. Prav tako je potrebno osebo vprašati, če se želi pogovarjati o svoji težavi, saj drugače predvidevaš, da želi oseba z vsemi in vedno govoriti o svoji težavi. Zavedati se je treba, da ima oseba pravico do   zasebnosti in ne-razkritja. Zelo banalen primer abilizma je tudi siljenje svoje pomoči osebi oz. poskus pomoči osebi brez, da jo vprašaš za dovoljenje.

## Aktivizem

### Socialni model invalidnosti
Aktivisti omenjajo Socialni model invalidnosti. V družbi se velikokrat govori o invalidnostih kot, da te nujno prinašajo samo slabe izide, da predstavljajo omejitve in da jih je treba nujno »popraviti« oz. odpraviti, kar so glavne predpostavke Medicinskega modela invalidnosti. Medicinski model invalidnosti zagovarja tezo, da želijo biti posamezniki s posebnimi potrebami takšni, kot vsi ostali, da torej želijo doseči nekaj, kar bi imenovali »normalno«. Aktivisti zagovarjajo tezo, da se posamezniki z invalidnostjo naučijo živeti in živijo s svojo invalidnostjo tako, da so lahko najboljša verzija sebe, kot vsi »ostali«, ki nimajo teh potreb. Torej, zagovarjajo, da je opredelitev invalidnosti kot nekaj, kar je potrebno popraviti, napačna in da želijo živeti v svetu, ki bi bil prilagojen na njihov način življenja, ampak ne v smislu prilagoditev, ki bi te posamenike prisilile, da bi delovali na enak način, kot »ostali« (npr. namesto, da posamenzika, ki ima probleme z vzdrževanjem vsakodnevne službe in plačevanjem najemnine, premestimo v stanovanjsko skupino, mu nudimo podporo, da lahko opravlja vsakodnevne obveznosti samostojno in pomagamo pri plačevanju najemnine). Trdijo, da problem pri invalidnostih niso te same, ampak odnos   družbe do njih. Sodobna organizacija družbe povzroča omejevanje dejavnosti in ne upošteva posameznikov, ki so gibalno ovirani in jih izključi iz sodelovanja v prevladujočih socialnih aktivnostih. Čeprav so posamezniki z invalidnostjo v manjšini, to še ne pomeni, da niso sposobni ohranjati socialnih odnosov in delovati na delovnem mestu. Manjka jim vključujoč družbeni okvir, v katerem lahko sodelujejo. Nekatere invalidnosti tako sploh ne bi rabili imenovati »invalidnosti« oz. »posebne potrebe« ampak samo drugačen način obstoja. Zasledimo lahko citate, kot so »zravilo potrebuje abilizem, ne pa naša telesa«. 
Ker posamezniki, ki nimajo invalidnosti velikokrat poskušajo de-legitimizirati posameznike z le-to, je eden izmed najpomembnejših ciljev gibanja enakovrednost posameznikov z invalidnostmi z »ostalimi.«. Delegitimizacija se nanaša na uporabo moči in privilegijev za izpodbijanje izražanja   stališč zatiranih ljudi o svojih težavah. Z delegitimizacijo se predpostavlja podcenjevalno stališče, da invalidnost pomeni tudi nezmožnost razumevanja in odzivanja se na diskurz o svojih težavah, povezanih z invalidnostjo. Zanaša se na uporabo dvojnih standardov in na zatrjevanje, da je zatirana oseba preveč čustveno vpletena, osebno pristranska ali nezmožna ustreznega diskurza, da bi lahko sodelovala v diskurzu o lastnih težavah.

### Učinki medicinskega modela invalidnosti
Ena izmed posledic medicinskega razumevanja invalidnosti je, da posameznikih z invalidnostjo velikokrat poročajo o občutkih izključitve iz družbe, manjvrednosti in pritiska za sledenje normam in/ali da se drugi do njih vedejo kot, da so globalno nesposobni. Prav tako poročajo o frustraciji, ko se srečajo s pomilovalnim odnosom ali osuplostjo drugih ob poročanju o pozitivnih izkušnjah v svojem vsakodnevnem življenju. 
Za veliko posameznikov največji problem, ki ga doživljajo, ne izhaja neposredno iz njihovih teles, ampak iz nezaželenega odzivanja drugih, v smislu izključevanja in kritiziranja s strani fizično okolje, institucialnih norm in/ali socialnih stališč. Počutijo se kot, da je fizični svet historično oblikovan, da jih izključuje. Napačne predstave drugih o kvaliteti življenja, sposobnosti za   delo ipd. oseb s posebnimi potrebami ne prispevajo samo k institucionaliziranim   normam, ki se potem ohranjajo, ampak ustvarijo dodatne ovire s tem, ko se osebe težje počutijo dobro glede sebe in imajo slabšo podobo o sebi.

### Oviranost in invalidnost
Pomembna ločitev je razlika med »oviranostjo« in »invalidnostjo«. Oviranost se nanaša na lastnosti ali pomanjkanje lastnosti oz. nekaj abnormalnega pri določenem posamezniku, invalidnost pa se nanaša na omejitve, ki jih družba povzroča s tem, ko posameznike ne obravnava enakovredno in ne poskrbi za primerne prilagoditve. Posameznik lahko svojo oviranost doživlja na negativen način, ali pa tudi ne. Posamezniki, ki se rodijo slepi velikokrat razumejo svojo   slepoto kot nevtralni način bivanja namesto kot primankljaj ali problem, seveda pa to ne velja za vse posameznike. Potrebno je poudariti, da nekateri doživljajo negativne učinke povezane s svojim telesnim stanjem: npr. izčrpanost,  bolečina,  depresija, kronična bolezen, ki se v socialnem modelu invalidnosti imenujejo učinki oviranosti (»impairment effects«), ampak to še ne pomeni, da socialni model invalidnosti ni ustrezen. Namreč se lahko posameznik počuti zatiranega s strani posameznikov, ki nimajo invalidnosti in tako želi zmanjšati to zatiranje, hkrati pa tudi zmanjšati svoje težave.  Medicinski strokovnjaki lahko to dosežejo z nepristranskim govorom o negativnih učinkih oviranosti oz. invalidnosti, hkrati pa z ohranjajem spoštovanja do teh posameznikov in s sodelovanjem v borbah za njihovo aktivno vključevanje v družbo. 

## Abilizem na delovnem mestu
Statistično gledano je stopnja zaposljivosti pri osebah z invalidnostjo nižja in stopnja brezposlenosti višja. 

### Evropska unija leta 2011
Pri interpretiranju statistik zaposljivosti in brezposelnosti v   Evropski uniji ločimo med dvema definicijama invalidnosti:
1) Osebe, ki imajo osnovno težavo pri delu (kot so vid, sluh, hoja, komuniciranje);
2) Osebe, omejene pri delu zaradi dolgotrajne zdravstvene težave in/ali težave s temeljnimi dejavnostmi (LHPAD).
Prav tako je za razumevanje statistik pomembno razumevanje naslednje terminologije: 
 Brezposelnost definiramo kot število brezposlenih oseb kot odstotek aktivnega   prebivalstva. Aktivne osebe so opredeljene kot vsota zaposlenih in brezposelnih oseb. Neaktivne osebe so tiste, ki jih ne moremo razvrstiti niti kot zaposlene niti kot brezposelne. Neaktivna populacija lahko vključuje predšolske otroke, šolske otroke, študente in dijake, upokojence, gospodinje (če niso zaposlene in aktivno ne iščejo dela), osebe z invalidnostjo ipd. 
Po prvi definiciji je v Evropski uniji zaposlenih 47,3 %, kar je skoraj 20 % manj, kot oseb brez ene izmed oblik oviranosti. Brezposlenih jih je 12,1 % (2,5 % več, kot osebe brez težav), neaktivnih pa 46,2 %.
Po drugi definiciji je v Evropski uniji zaposlenih 38,1 %, kar je 30 % manj, kot oseb brez oviranosti pri delu. Brezposelnih je 17,4 % (medtem, ko je oseb brez zdravstvenih težav ali težav s temeljnimi dejavnostmi, 9,4 %), nekativnih pa 53,8 %.
|                  |             | Slovenija (%) | EU (%) |
| ---------------- | ----------- | ------------- | ------ |
| Prva definicija  |             |               |        |
|                  | zaposleni   | 47,0          | 47,3   |
|                  | brezposelni | 9,9           | 12,1   |
|                  | nekativni   | 47,8          | 46,2   |
| Druga definicija |             |               |        |
|                  | zaposleni   | 43,9          | 38,1   |
|                  | brezposelni | 11,7          | 17,4   |
|                  | neaktivni   | 50,4          | 53,8   |

### Slovenija leta 2011
Po prvi definiciji je v   Sloveniji zaposlenih 47,0 %, kar je 21,4 % manj, kot oseb brez ene izmed oblik oviranosti. Brezposlenih jih je 9,9 % (2,4 % več, kot osebe brez težav), neaktivnih pa 47,8 %.
Po drugi definiciji je v Sloveniji zaposlenih 43,9 %, kar je 26,4 % manj, kot oseb brez oviranosti pri delu. Brezposelnih je 11,7 % (medtem, ko je oseb brez zdravstvenih težav ali težav s temeljnimi dejavnostmi, 7,1 %), nekativnih pa 50,4 %. 

### Primeri abilizma na delovnem mestu
Če določena oviranost oz. invalidnost ne vpliva na zahtevano delo, je diskriminatorno, če osebe ne zaposliš samo zaradi te oviranosti, kot tudi če delavcu ne omogočiš napredovanja zaradi le-te (ali zaradi oviranosti koga v delavčevi družini). Prav tako je diskriminatorno, če se delodajalec delavcu ne prilagodi do te mere, da bi imel ta enake pogoje za delo kot drugi. Seveda spada pod abilizem tudi nadlegovanje zaradi invalidnosti. 

## Zakonska podlaga

### Slovenija
V Sloveniji se je do vzpostavitve Zakona o izenačevanju možnosti invalidov (ZIMI; 2010)  uporabljala opredelitev invalidnosti, ki je bila vzeta iz zakonodaje, ki je zagotavljala socialno varnost in pokojnine na podlagi invalidnosti – zakonodaja se je sklicevala na Zakon o pokojninskem in invalidskem zavarovanju. Takšna opredelitev je problematična zato, ker omejuje zaščito pred diskriminacijo na tiste z višjo stopnjo težav in bolezni, ki so bili identificirani s strani službe za socialno varstvo. S sprejetjem ZIMI imamo v Sloveniji izrecno definicijo posameznika z invalidnostjo za namene preprečevanja diskriminacije. 
Čeprav je uradna opredelitev invalidnosti za namene preprečevanja diskriminacije začela veljati komaj leta 2010, Slovenska zakonodaja izrecno varuje pravice posameznikov z le-to od leta 2007 (le, da invalidnost ni bila opredeljena v kontekstu izven socialnega varstva). Zakon o uresničevanju načela enakega obravnavanja (ZUNEO) je prišel v veljavo leta 2004 in je varoval državljane pred diskriminacijo na osnovi osebnih okoliščin kot so spol, narodnost, rasa ali etično poreklo,  vera ali prepričanje, starost ipd., ni se pa izrecno skliceval na invalidnost. Zakon o spremembah in dopolnitvah Zakona o uresničevanju načela enakega obravnavanja (ZUNEO-A) leta 2007 je to pomanjkljivost odstranil, saj je bila invalidnost izrecno opredeljena kot ena izmed razlogov za nezakonito diskriminacijo. Dopolnjen zakon je deloval do leta 2016, ko ga je nadomestil Zakon o varstvu pred diskriminacijo (ZVarD), kjer je invalidnost prav tako izrecno navedena. 
Vlada je leta 2007 sestavila prvi akcijski program za invalidnost (2007-2013) in tudi sklicala delovno skupino za »izvajanje, spremljanje in nadziranje uresničevanja ciljev in ukrepov”. 
Namen akcijskega programa je »je spodbujati, varovati in zagotavljati polnopravno in enakovredno uživanje človekovih pravic oseb z invalidnostjo in spodbujati spoštovanje njihovega dostojanstva«. Vlada je ta akcijski načrt leta 2014 podaljšala še do 2021. 

### EU
Prvi ukrep za zmanjševanje diskriminacije Evropske unije, ki je imel večji vpliv na javnost, je bila razglasitev Evropskega leta oseb z invalidnostjo (2003). Nato je leta 2004 EU uveljavila Evropski akcijski načrt, ki je bil namenjen večjemu vključevanju vprašanj invalidnosti v ustrezne politike skupnosti in izvajanju posebnih ukrepov z namenom okrepitve ekonomskega in socialnega vključevanja oseb z invalidnostjo. Leta 2010 je EU nadaljevala z ukrepi vezanih na vprašanja invalidnosti v obliki Evropske startegije o invalidnosti (do 2020). Strategija deluje v smeri opolnomočenja posameznikov z invalidnostjo, da izkoristijo svoje pravice in koristijo s sodelovanjem v družbi in evropski ekonomiji. 
Evropska Unija oz.  Evropska komisija je leta 2000 izdala direktivo o diskriminaciji na delovnem mestu (»The Employment Equality Directive of 2000”), ki zavezuje države članice, da dosežejo določene standarde za preprečitev diskriminacije na delovnem mestu na podlagi različnih razlogov (spol, rasa, vera), ki vključejo tudi invalidnost. V sami direktivi definicija invalidnosti ne obstaja, se je pa uveljavila definicija v enem izmed pravnih primerov Chacon Navas: »Invalidnost je omejitev, katere posledice so fizične, duševne in psihološke oviranosti, ki osebi ovira oz. onemogoča sodelovanje v svojem poklicnem življenju. Da omejitev postane invalidnost je potrebno izpolniti pogoj, da obstaja verjetnost, da bo omejitev trajala dalj časa.«. Iz opredelitve je razvidno, da je tudi EU v primeru Chacon Navas definirala invalidnost po medicinskem modelu. Leta 2013 je Evropsko sodišče opredelilo invalidnost z definicijo, ki sledi socialnem modelu invalidnosti.
Ker direktiva izvorno ne vključuje opredelitve invalidnosti, naloga opredeljevanja in vzpostavljanja zaščite posameznikom, ki imajo invalidnost, preostane državam članicam EU, česar posledica so različne nacionalne zakonodaje držav članic EU in posledično tuedi različne ravni zaščite. Medtem ko so nekatere države članice EU vzpostavile zakonodajo proti diskriminaciji na podlagi invalidnosti na delovnem mestu preden je EU izdala direktivo (Združeno kraljestvo, Irska, Švedska) nekatere neposredno po izidu direktive niso nudile zaščite, ki bi jo direktiva opredelila kot zadostno oz. zakonodaja ni skladna z direktivo ali pa jo krši (leta 2009 so to bile Slovenija, Češka, Nemčija, Francija...).

### OZN
Organizacija zdrušenih narodov je leta 2006 sprejela Konvencijo o pravicah oseb z invalidnostjo. Konvencija gradi na gibanju, ki se ukvarja s spreminjanjem percepcije od oseb z invalidnostjo kot objektov (samo kot npr. kot prejemnike dobrodelne pomoči, medicinske pomoči ali socialne zaščite), do percepcije kot subjektov, ki so zmožni prevzemati svoje pravice in se odločati o svojih življenjih s svojo svobodno voljo in so lahko aktivni člani družbe. Prav tako se konvencija osredotoča na področja, na katerih je potrebno oblikovati prilagoditve za osebe s posebnimi potrebami, da lahko učinkovito uveljavljajo svoje pravice (in posledično tudi področja, kjer je potrebno okrepiti varstvo njihovih pravic). Konvencija tako po svojih načelih sledi socialnemu modelu invalidnosti. 

### Velika Britanija
V  Veliki Britaniji Zakon diskriminacije na podlagi invalidnosti (»The Disability Discrimination Act«) definira osebe z invalidnostjo po medicinskem modelu – kot posameznike, ki imajo določene omejitve v njihovi zmožnosti, da lahko opravljajo osnovne funkcije v svojem vsakodnevnem življenju, hkrati pa zavezuje delodajalce in izvajalce storitev, da prilagodijo svoje dejavnosti/prakse in poskrbijo za čim manjše fizično omejevanje, kar sledi socialnemu modelu invalidnosti. Odkar je zakon prišel v veljavo leta 2010, delodajalcem na intervjujih za delovna mesta ni dovoljeno postavljanje vprašanj v povezavi z boleznimi in invalidnostmi razen v primeru, ko je za nadaljevanje intervjuja potrebna določena prilagoditev. Postavljanje vprašanj je dovoljeno, če kandidat prejme ponudbo za delovno mesto. 

### ZDA
V  ZDA je leta 1990 (z revizijo leta 2008) prišel v veljavo zakon, ki ščiti pravice državljanov z invalidnostjo (“Americans with Disabilities Act of 1990”) in ki prepoveduje diskriminacijo na osnovi invalidnosti. Zakon je podoben prejšnjim zakonom, ki ščitijo pravice državljanov in prepovedujejo diskriminacijo na podlagi rase, vere, spola in podobno (npr. »Civil Rights Act of 1964«), le da je poudarek na invalidnosti. 

### Kanada
Kanada je izmed omenjenih držav in institucij zaščito oseb z invalidnostjo uzakonila zelo zgodaj: namreč leta 1977 z Kanadskim zakonom o človekovih pravicah, ki je prepovedal diskriminacijo s strani vladnih institucij in zasebnih podjetij, ki jih uravnavajo vladne institucije, na podlagi invalidnosti. V Kanadi za namene preprečevanja diskriminacije trenutno delujeta še dva druga uradna dokumenta: Kanadska listina o pravicah in svoboščinah (iz leta 1982) in Zakon o pravičnem zaposlovanju (originalno iz leta 1986; dopolnjen leta 1995). Kanadska listina o pravicah in svoboščinah pravi, da ima vsak kanadčan, ne glede na okoliščine kot so rasa, religija, narodnost, spol, starost in invalidnost, enake pravice in torej vladne institucije ne smejo diskriminirati na podlagi teh okoliščin v svojih zakonih in programih. Medtem ko se prva omenjena dokumenta ukvarjata prvotno z zagotavljanjem enakosti pravic oseb z invalidnostmi v primerjavi z drugimi osebami, Zakon o pravičnem zaposlovanju uzakonjuje zagotovitev določenim skupinah, vključno z osebami z invalidnostjo, enakih zaposlitvenih možnosti in koristi kot komurkoli drugemu s strani delodajalcev, povezanih z vladnimi institucijami. Poleg omenjenih dokumentov pa v Kanadi deluje več institucij, ki si prizadevajo za uresničitev pravic, ki jih ti dokumenti uzakonjujejo, prav tako pa si prizadevajo za ustrezno dopolnitev zakonov z vidika in na podlagi izkušenj in potreb, ki jih osebe s posebnimi potrebami imajo: npr. Ontario Human Rights Comission in Law Commission Of Ontario. 

### Avstralija
V  Avstraliji je bil leta 1992 sprejet Zakon o diskriminaciji posameznikov z invalidnostjo, ki zagotavlja zaščito za vse avstralske državljane pred diskriminacijo na podlagi le-te. Zakon je poskus ustvaritve uniformnega pristopa do zagotavljanja pravic oseb z invalidnostjo, ki bi kaznoval/preganjal nezakonito razlikovalno obravnavanje posameznikov z invalidnostjo pred zakonom. Zakon se nanaša in deluje v okviru več področij:  zaposlovanje, izobraževanje, dostop do javnih storitev in površin (knjižnice, religiozne institucije, vladne institucije, bolnišnice, restavracije, trgovine…), oskrba z dobrinami in storitvami (storitve trgovin, kraje zabave, kavarne, banke…), nastanitev, kupovanje površin oz. zemlje, aktivnosti društev in združenj (pridruzitev športnim ali fitnes klubom, ali ohranjanje članstva) šport, administracija zakonov in programov vlade britanske skupnosti narodov (npr.pri iskanju informacij) .